# Scarabaeus inoportunus
Scarabaeus inoportunus är en skalbaggsart som beskrevs av Ferreira 1953. Scarabaeus inoportunus ingår i släktet Scarabaeus och familjen bladhorningar. Inga underarter finns listade i Catalogue of Life.